# Massengräber in Slovenske Konjice
Auf dem Gebiet der Gemeinde Slovenske Konjice in Slowenien wurden bisher (Stand 1/2024) insgesamt vier Massengräber aus der Zeit um den Zweiten Weltkrieg gefunden.

## Kamna Gora
In Kamna Gora befindet sich ein Massengrab aus dem Zweiten Weltkrieg. 
- Das Massengrab von Kamna Gora (slowenisch: Grobišče Kamna Gora) liegt nördlich der Siedlung am Hang des Berges Konjice. Es enthält die Überreste von 14 Slowenen, die in die deutsche Armee eingezogen wurden .[1]

## Novo Tepanje
In Novo Tepanje befinden sich zwei Massengräber aus der Zeit vom Ende des Zweiten Weltkriegs und später. 
- Das Massengrab im Mirnik-Wald (Grobišče Mirnikov gozd) liegt 1 Kilometer nördlich der Siedlung in einem kleinen Wald zwischen den Farmen Solar und Potočnik. Das Grab enthält die Überreste von Gottscheer-Deutschen und slowenischen Zivilisten aus Slovenske Konjice, die am Ende und nach dem Krieg ermordet wurden .[2]
- Das Massengrab im Mirnik-Wald 2 (Grobišče Mirnikov gozd 2) befindet sich südöstlich des ersten Grabes, 30 Meter vom Waldrand entfernt. Es enthält die Überreste von Opfern (wahrscheinlich Gottschee-Deutsche), die im Mai 1945 ermordet wurden .[3]

## Zgornja Pristava
In Zgornja Pristava befindet sich ein Massengrab aus der Zeit unmittelbar nach dem Zweiten Weltkrieg. 
- Das Massengrab am Herrenhaus Trebnik (Grobišče nad graščino Trebnik) liegt an einem Hang südwestlich von Slovenske Konjice in der Nähe einer Stromleitung. Es enthält die Überreste von 30 bis 40 slowenischen Zivilisten aus Slovenske Konjice, die im Mai oder Juni 1945 ermordet wurden .[4]